# Moštenica, Banská Bystrica
Moštenica este o comună slovacă, aflată în districtul Banská Bystrica din regiunea Banská Bystrica. Localitatea se află la altitudinea de 452 m deasupra n.m., se întinde pe o suprafață de 13,42 km2 și în 2017 număra 235 de locuitori.

## Istoric
Localitatea Moštenica este atestată documentar din 1340.

## Demografie
| An:                | 1994 | 2004    | 2014    | 2024    |
| ------------------ | ---- | ------- | ------- | ------- |
| Număr de persoane: | 160  | 189     | 215     | 241     |
| Diferență:         |      | +18,12% | +13,75% | +12,09% |

| An:                | 2023 | 2024   |
| ------------------ | ---- | ------ |
| Număr de persoane: | 232  | 241    |
| Diferență:         |      | +3,87% |